# Johann Christoph von Kuenburg
Johann Christoph Graf von Kuenburg (~ 29. Oktober 1697 in Graz; † 17. August 1756 in Wien) war Domherr und Weihbischof in Passau.

## Leben
Johann Christoph Rudolf Ludwig, Reichsgraf von Kuenburg (Khüenburg), in den unterösterreichischen Quellen meist Kienburg genannt, stammte aus der steirischen Linie der Familie. Seine Eltern waren laut Taufbuch der Grazer Pfarrei Heilig Blut Graf Johann Maximilian von Kuenburg (1658–1711) und dessen Ehefrau Maria Theresia, geborene Gräfin von Kuenburg (1666–1738). Er war demnach väterlicherseits ein Enkel des steirischen Landschaftspräsidenten Sigmund Ludwig Graf von Kuenburg (1629–1679). Der Lavanter Fürstbischof Johann Sigmund von Kuenburg (1659–1711) war sein Onkel väterlicherseits.
Er erhielt 1724 eine Domherrenstelle in Passau und wurde Mitglied des Geistlichen Rates. Am 13. Oktober 1726 empfing er in Rom, wo er wohl auch studiert hatte, die Priesterweihe. Nach dem Rücktritt des Weihbischofs Anton Josef von Lamberg wurde er am 3. Juli 1747 zum Weihbischof in Passau und Pfarrer von Tulln, der Pfründe der Passauer Weihbischöfe, ernannt und am 30. Juli 1747 im Passauer Dom St. Stephan von Fürstbischof Joseph Dominikus von Lamberg zum Bischof von Abdera geweiht.
Als solcher hatte er an dem aktiven seelsorgerischen Wirken des Erzbischofs in seiner Diözese mitzuwirken, weite Visitations- und Firmreisen zu unternehmen und auch die Visitationen des Bischofs zu übernehmen, die dieser wegen Krankheit hatte abbrechen müssen. Dabei hatte er auch zu den üblichen Quartalsterminen die Weihen von Priesterkandidaten vorzunehmen (meist in Tulln) und dem Fürstbischof über seine Tätigkeit genaue Berichte abzuliefern.
Als Pfarrer von Tulln übte Graf Kuenburg keine seelsorgerischen Funktionen aus, sondern ließ sich von einem Vikar vertreten. 1750 genehmigte er, die baufällige Filialkirche in Langenrohr abzubrechen und durch eine neue zu ersetzen. Das einschneidendste Ereignis aber war der Stadtbrand vom 21. März 1752, bei dem nicht nur die Kirche, sondern auch die Benefiziatenhäuser, der Pfarrhof und die Herrschaftskanzlei völlig ausbrannten. Da seine Wohnung nicht mehr bewohnbar war, erhielt  Weihbischof Kuenburg die Erlaubnis, wenn er nicht auf Reisen war, in seinem Hof in Passau zu wohnen.
Seit Ende 1750 scheint Graf Kuenburg gesundheitlich so beeinträchtigt gewesen zu sein, dass er seine bischöflichen Funktionen nicht mehr in vollem Umfang wahrnehmen konnte und sich von fremden Bischöfen, v. a. Giovanni Paolo Maricone, Bischof von Hippos, und dem Wiener Weihbischof Franz Anton Marxer, vertreten lassen musste. 1755 erscheint er überhaupt nicht mehr unter den weihenden Bischöfen und in seinem Todesjahr 1756 nur noch einmal im Sommer.
Er starb am 17. August 1756 in Wien und wurde in der passauischen Kirche Maria Stiegen begraben. Sein Nachlass wurde versteigert.